# Surland
Surland, voluit NV Surinaamse Landbouwbedrijven, was van 1970 tot 2002 een Surinaamse corporatie van bedrijven in met name de bananensector.

## Moeizame start
Surland ontstond in 1970 uit het Bureau van de Bacovencultuur, waarvan de overheid de eigenaar was (bacove is het Surinaamse woord voor banaan). Bij de oprichting van Surland bleef 51% van de aandelen in hand van het land (LVV) en werd de rest van het pakket in de markt uitgezet. In oktober nam Surland de plantage in de Koningin Julianapolder van NV Surbaco over. Begin 1971 had Surland 1500 hectare bananen bij zeven bedrijven in cultuur. Begin 1973 werd de 2 miljoenste doos met bananen geëxporteerd. In dat jaar waren er echter ook onderbrekingen van de export door stakingen. In het jaar erop had het bedrijf moeite werkverschaffers aan zich te binden. Ook in 1975 was Surland in de greep van een staking.

## Uitbreiding gewassen
Eind 1974 startte Surland ernaast met de verbouw van rijst (padie). De drassige velden werden door vissers illegaal gebruikt voor de vangst van kwikwi. Een jaar later maakte Surland met de overname van Tawajari ook een entree in de verbouw van citrusvruchten, en daarnaast was Surland in de tweede helft van de jaren 1970 actief in de cultuur van suikerriet.

## Faillissement
Aan het begin van de 21e eeuw – het bedrijf bezat op dat moment 2000 hectare aan landbouwgrond – had Surland opnieuw te kampen met een langdurige staking. Daarnaast verlaagde de afnemer Fyffes de inkoopprijs en leed de bananenaanplant schade door een zware storm. Deryck Ferrier van het onderzoekscentrum Ceswo plaatste het bedrijf tussen Surinaamse bedrijven in het algemeen die sinds 1995 te kampen hadden met een economische teruggang. In deze omstandigheden ging het verzwakte Surland in 2002 failliet. Hierna werd een doorstart gemaakt en gingen de activiteiten verder in de Stichting tot Behoud van de Bananensector in Suriname (SBBS).